# Studiengang Jazz
Universitäre Studiengänge im Jazz werden mit einem Bachelor- oder Master-Abschluss an mehreren Hochschulen in Deutschland, Österreich und der Schweiz angeboten.
In Deutschland bieten (Stand 2020) 18 Universitäten und Musikhochschulen das Studienangebot Jazz an, ergänzt um die Ausbildungen an Fachhochschulen, Musikschulen und Musikfachschulen. Die Abschlüsse variieren je nach Institut und Berufswunsch. Man kann sich, ähnlich wie in anderen Industrienationen, zum Instrumentalisten, Musiklehrer oder auch zum Musikwissenschaftler mit Schwerpunkt Jazz ausbilden lassen.

## Historische Situation

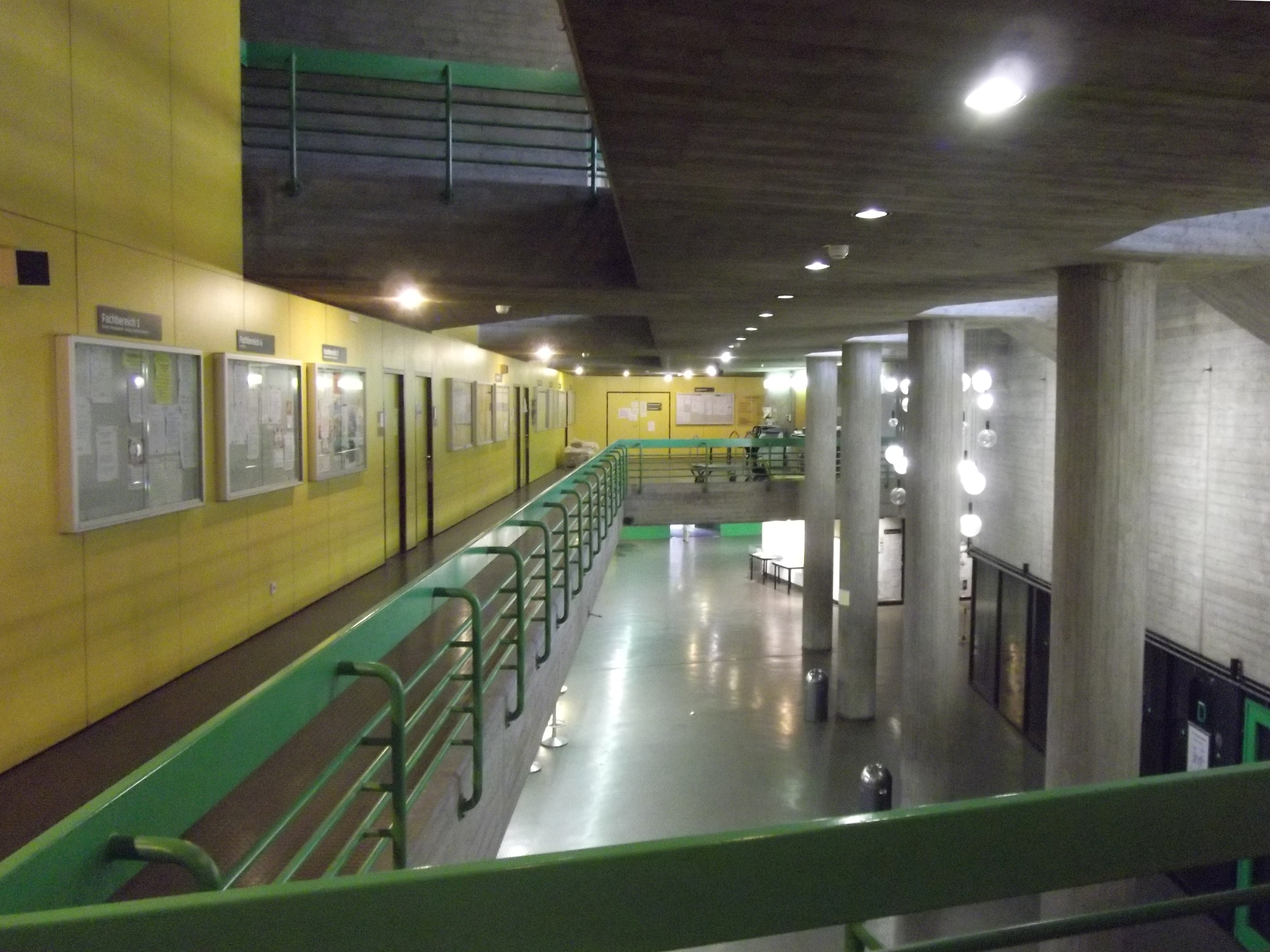
HfM Köln

Die Fachrichtung Jazz/Rock/Pop wurde im Herbst 1962 an der Hochschule für Musik Carl Maria von Weber Dresden begründet und ist die älteste ihrer Art in Deutschland. Bis Mitte der 1980er-Jahre konzentrierte sich die akademische Ausbildung in Westdeutschland bis auf wenige Ausnahmen etwa in Hamburg (Hochschule für Musik und Theater Hamburg) und Berlin (mit dem Jazz-Institut Berlin) vor allem auf die Hochschule für Musik und Tanz Köln. Gegen Ende des Jahrzehnts kamen weitere Institute hinzu, die auch andere Inhalte und Schwerpunkte anboten. „War das Kölner Modell lange dem Erlernen des US-amerikanischen Mainstream Jazz verpflichtet, lag das Ziel beispielsweise der Folkwang-Hochschule Essen von 1988 an in einer stilistisch breit gefächerten Ausbildung“, schrieb das Goethe-Institut. Sie habe auch als erste Hochschule ein Studium mit dem Abschluss Diplom-Jazzmusiker angeboten, „der nicht den Lehrer, sondern den professionellen Künstler als Berufsziel hatte.“

## Gegenwärtige Situation in Deutschland
Seit diesen Anfängen als Studienfach „Jazz“ hat sich das Studienangebot vielerorts vereinheitlicht. An den meisten Universitäten kann man sich sowohl zum Musikpädagogen als auch zum Instrumentalisten oder Sänger ausbilden lassen. An manchen Hochschulen wird Jazz als eigenständiges Fach, an anderer Stelle nur in Kombination mit den Fächern Rock und Populäre Musik vermittelt. Darüber hinaus haben die Institute je nach Ausstattung und Lehrkörper unterschiedliche Angebote zur Erlernen der instrumentalen Hauptfächer. Selten gespielte Instrumente wie Vibraphon kann man zum Beispiel im Studiengang Jazz/Popularmusik an der Hochschule für Musik und Darstellende Kunst Mannheim studieren, an der Hochschule für Musik Carl Maria von Weber in Dresden ist die Hammondorgel ein eigenständiges Hauptfach.
Die Studiengänge Jazz unterscheiden sich durch die Größe der einzelnen Institute sowie ihre Zuordnung zu einzelnen Fachbereichen; so gehört an der Hochschule für Musik Detmold Jazz/Rock/Pop zur Abteilung Schulmusik, an der Hochschule für Musik Freiburg oder der Hochschule für Musik und Darstellende Kunst Frankfurt am Main gibt es das Postgraduales Studium Jazz und Popularmusik für Lehramtsstudenten für weiterbildende Schulen. Die Hochschule für Musik und Tanz Köln und das in Berlin aus der Universität der Künste und der Hochschule für Musik Hanns Eisler entstandene Jazz-Institut sind nach der Zahl der dort eingeschriebenen Studierenden die größten Institute. Von mittlerer Größe sind u. a. die Studiengänge an der Hochschule für Musik Nürnberg, an der Folkwang Universität der Künste in Essen oder der Hochschule für Musik und Darstellende Kunst Mannheim; kleine Abteilungen sind sich unter anderem an den Hochschulen an der Hochschule für Künste Bremen und Hochschule für Musik, Theater und Medien Hannover.

## Studieninhalte

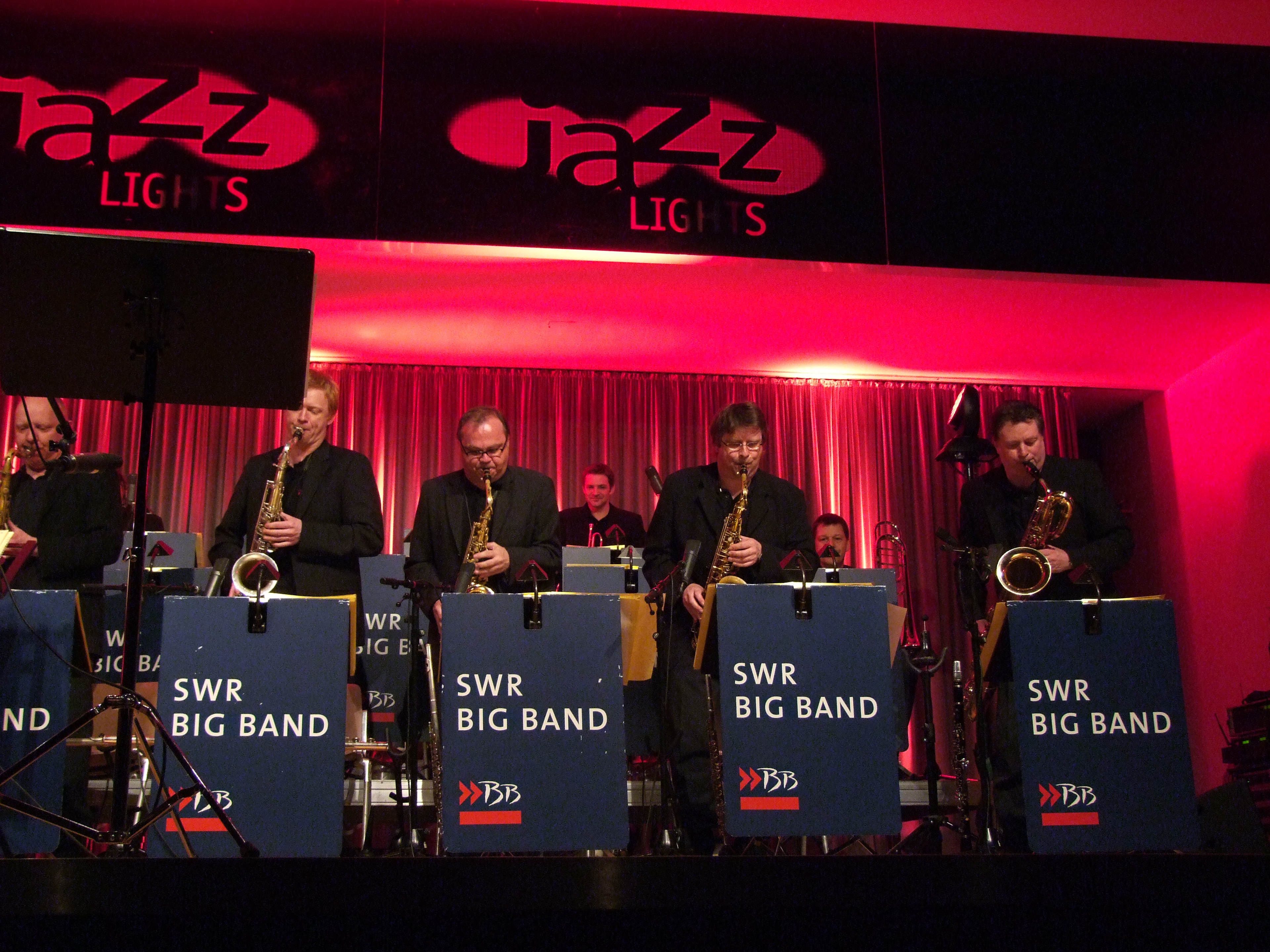
Mitglieder der SWR Big Band beim:Jazz Lights Oberkochen

Die Profile der einzelnen Institute unterscheiden sich anhand der Studienverlaufspläne und Prüfungsordnungen. „Unabhängig davon legen die meisten Jazz-Dozenten Wert darauf, ein breites Spektrum an Inhalten und Kompetenzen zu vermitteln“, denn „ein Musiker heute muss die Tradition ebenso wie die stilistische Gegenwart kennen und sich darüber hinaus als Künstler selbst organisieren und vermarkten können“, schrieb das Goethe-Institut. Da es nur wenige feste Arbeitsplätze für Jazzmusiker wie beispielsweise in den Rundfunk-Big-Bands gebe wie der hr-Bigband, der NDR Bigband, der RIAS Big Band Berlin, der SWR Big Band und der WDR Big Band, liege „das Geheimnis des [beruflichen] Erfolgs in der Vielseitigkeit des einzelnen“ Musikers.
An der Hochschule für Musik, Theater und Medien Hannover bietet etwa das Bachelorstudium Jazz und jazzverwandte Musik (Performing Artist/Educator) folgende Studieninhalte an. Neben den Hauptfächern (Jazz-Komposition, Klavier (einschließlich Keyboards), Saxophon, Trompete, Posaune, E-Gitarre, Kontrabass, E-Bass, Schlagzeug, Jazz-Violine, Jazz-Viola, Jazz-Violoncello, Gesang) ein instrumentales Nebenfach und die weiteren Fächer (Auswahl) Musiktheorie, Arrangement/Komposition/Songwriting, Musikwissenschaft sowie Didaktik/Methodik an.

## Situation in Österreich und der Schweiz
Masterstudiengänge im Jazzbereich bestehen in Österreich an der Universität für Musik und darstellende Kunst Graz, dem Konservatorium Wien Privatuniversität, der Musik und Kunst Privatuniversität der Stadt Wien und der Anton Bruckner Privatuniversität Linz. Neben der Hochschule Luzern (als der grössten Jazzschule des Landes) bieten in der Schweiz die Musik-Akademie der Stadt Basel, die Hochschule der Künste Bern und die Zürcher Hochschule der Künste universitäre Ausbildungsgänge Jazz an.

## Übersicht (Auswahl, Stand 2020)
- Jazzabteilung an der Hochschule für Künste Bremen[5]
- Jazzcampus (Bachelor- und Masterstudium, Weiterbildung) der Musik-Akademie der Stadt Basel[6]
- Jazz-Institut Berlin[7][8]
- Bachelor of Arts (Musik Jazz) an der Hochschule der Künste Bern[9]
- Bachelor of Music: Jazz Performing Artist an der Folkwang Universität der Künste (Studiengang Jazz)[10]
- Abteilung für Jazz und Popularmusik am Dr. Hoch’s Konservatorium in Frankfurt am Main[11]
- Studiengang Jazz (Bachelor- und Masterstudien) an der Universität für Musik und darstellende Kunst Graz[12]
- Studiengang Jazz an der Hochschule für Musik und Theater Hamburg[13]
- Studiengang Jazz (Bachelor of Music Jazz/Pop) an der Hochschule für Musik und Tanz Köln[14]
- Studiengang Jazz und Improvisierte Musik an der Anton Bruckner Privatuniversität[15]
- Vorstudium, Bachelor- und Masterstudium an der Universität Luzern[16]
- Studiengang Jazz/Popularmusik an der Hochschule für Musik und Darstellende Kunst Mannheim[17]
- Musikerziehung – Jazz (Bachelor of Arts) am Institut für Musik der Hochschule Osnabrück[18]
- Bachelor of Music (Jazz und Aktuelle Musik). Diplom-Ergänzungsstudiengang Jazz und Popularmusik an der Hochschule für Musik Saar[19]
- Studiengänge Jazz an der Hochschule für Musik und Darstellende Kunst Stuttgart[20]
- Studium Gymnasiallehramt Musik mit einem zweiten Fach an der Universität oder dem Verbreitungsfach Jazz- und Popularmusik. Staatliche Hochschule für Musik Trossingen[21]
- Studiengang Jazz (Bachelorstudium Instrumental- und Gesangspädagogik)  an der Musik und Kunst Privatuniversität der Stadt Wien[22]
- BA Jazz und Pop, MA Musikpädagogik Jazz und Pop an der Zürcher Hochschule der Künste[23]
- Jazz Bachelor-Studium Musik in Praxis und Lehre am Hamburger Konservatorium[24]

## Vorstudium Jazz in Köln
Der seit den 1990er-Jahren geschaffene Kurs Vorstudium Jazz an der Offenen Jazz Haus Schule Köln richtet sich zunächst an Musiker, die sich gezielt auf eine Aufnahmeprüfung vorbereiten möchten. „Dabei dient das Programm auch als Berufsorientierungsjahr, bei dem die Teilnehmer mit der Beratung kompetenter Dozenten den passenden Studiengang (z. B. Jazzstudium, Popstudium, Lehramt mit Schwerpunkt Jazz & Popularmusik, Tontechnik) für sich finden.“ Zum anderen richtet sich das Vorstudium auch an Musiklehrer als Fortbildungsmaßnahme, an klassische Musiker mit Jazzinteresse und auch an ambitionierte Hobby-Musiker.